# Öby
För kullen i Örebro, se Öby kulle.
Öby är en by i Bromarv, Raseborgs stad, Finland. Öby är belägen mellan Ekenäs och Hangö inom före detta Bromarv kommun.
Öby är en liten by som ligger mellan Ekenäs och Hangö. Varje år ordnas det en öbyträff i Öby.[källa behövs] På öbyträffen samlas folk och tillbringar en kväll tillsammans. På träffen finns lotteri, kaffeservering, dans, med mera.